# Паско (станция метро)
«Паско» (исп. Pasco) — станция Линии A метрополитена Буэнос-Айреса. Станция расположена между станциями Конгресо и Альберти. Платформы на станции аналогичны тем какие расположены на станции Площадь Мая.

## Местоположение
Станция расположена на одном из главных проспектов города, проспекте Авенида Ривадавия на его пересечении с улицами Паско и Хосе Эваристо Урибуру, в районе Бальванера.

## Городские достопримечательности
Станция расположена в торгового районе с интенсивным уличным движением, поэтому станция больше фокусируется на людей работающих в этом районе и большое количество расположенных здесь магазинов. Тем не менее, из них могут быть выделены:
- Spinetto Shopping
- Plaza 1° de Mayo

## История
Эта станция принадлежала к первой части линии открытой 1 декабря 1913 года связывая станции Пласа Мисерере и Площадь Мая. Она была названа в честь битвы при Паско, произошедшей 6 декабря 1820 года возле перуанского города Серро-де-Паско.
В 1997 году эта станция была объявлена национальным историческим памятником.

## Временное закрытие
Станция закрывалась в 1953 году по соображениям безопасности и останавливались поезда от станции Сан-Педрито в направлении станции Площадь Мая.

## Галерея

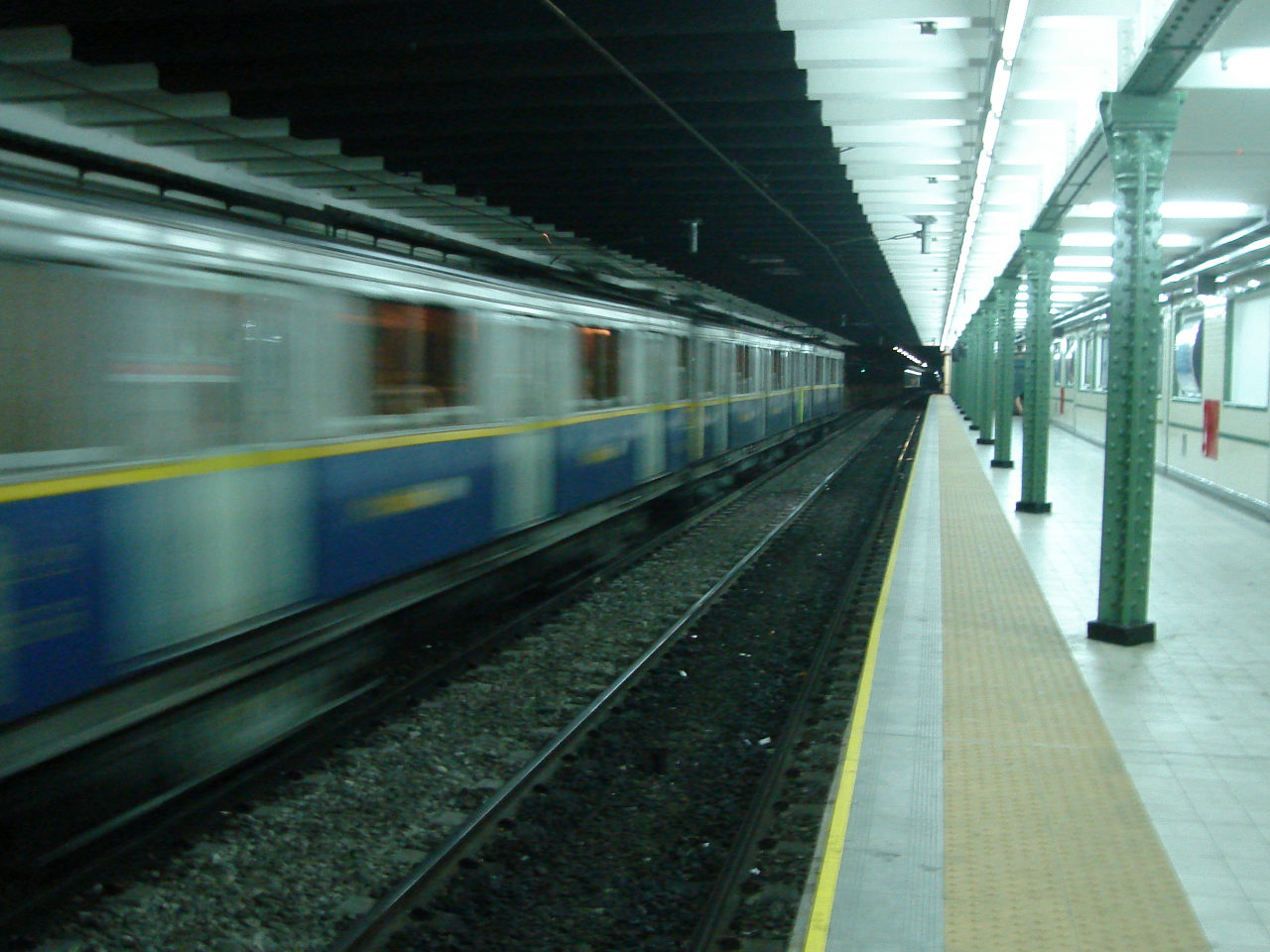
Вестибюль станции
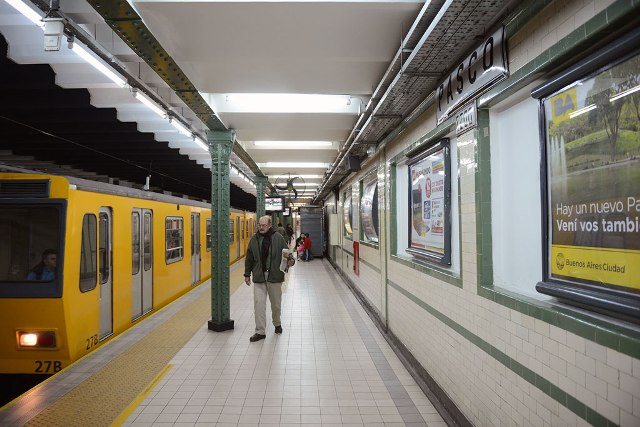
Поезд компании Materfer
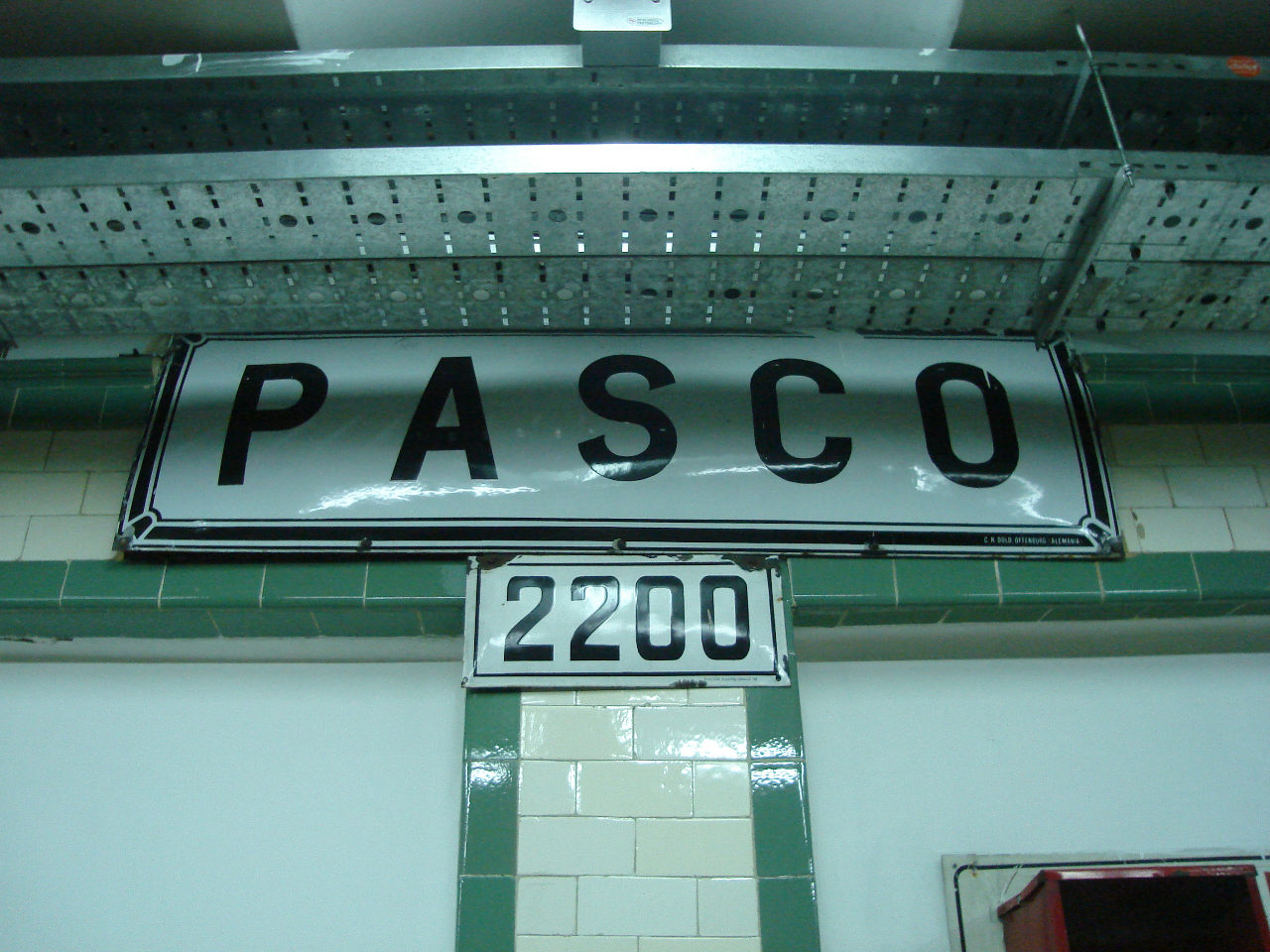
Оригинальная вывеска
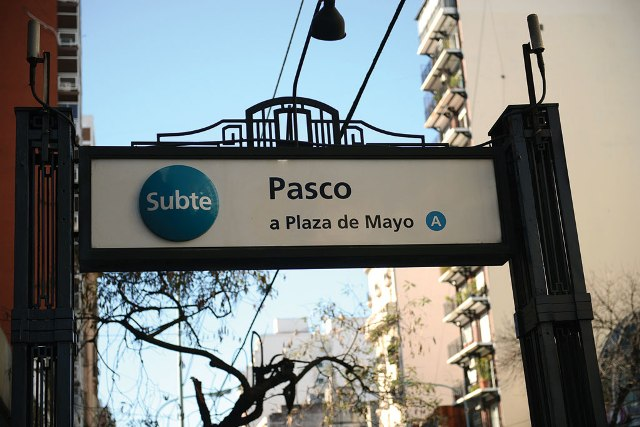
Вид с улицы
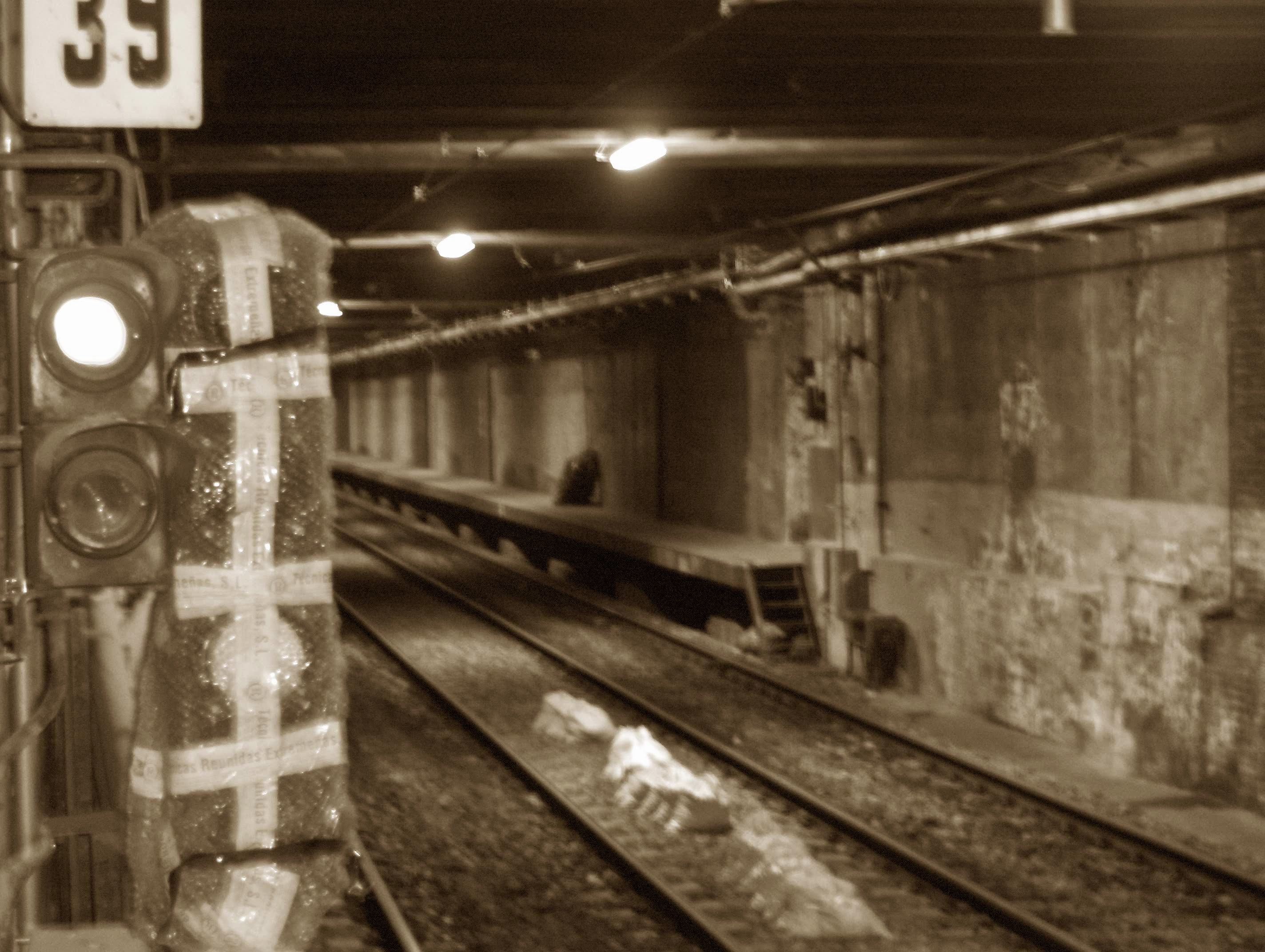
Строительство